# Linnaemya paralongipalpis
Linnaemya paralongipalpis är en tvåvingeart som beskrevs av Chao 1962. Linnaemya paralongipalpis ingår i släktet Linnaemya och familjen parasitflugor. Inga underarter finns listade i Catalogue of Life.